# Комаров, Андрей Алексеевич
Андрей Алексеевич Комаров (1896—1981) — советский учёный, профессор, доктор технических наук.
Заведовал кафедрой конструкции и проектирования самолётов в Новочеркасском и Воронежском авиационных институтах, Киевском авиационном институте им. К. Е. Ворошилова (ныне Национальный авиационный университет). Возглавлял кафедру конструкции и проектирования летательных аппаратов Куйбышевского авиационного института с 1945 по 1977 годы.
В Куйбышевском авиационном институте (КуАИ, ныне СГАУ) разработал основы рационального проектирования силовых конструкций, создал научно-педагогическую школу в области проектирования авиационных конструкций.

## Биография
Родился в 1896 году в г. Жиздре Калужской губернии в семье учителя.
В 1914 году окончил Калужскую гимназию с серебряной медалью и с указанием на особые способности в области физико-математических наук. Участвовал в работе кружка Н. Е. Жуковского. Поступил на математическое отделение физико-математического факультета Московского университета, однако в 1916 году был мобилизован c четвёртого курса университета на фронт первой мировой войны.
По окончании школы прапорщиков в декабре 1916 года был направлен сначала в запасный полк в г. Орёл, а затем на Западный фронт. В феврале 1918 года в результате общей демобилизации армии А. А. Комаров возвращается в Москву и восстанавливается в университете. Но окончить университет снова не удалось: в декабре 1918 года бывшего прапорщика-артиллериста призвали в Красную армию. Был направлен в Самару, где находился штаб четвёртой армии, затем — в Уральск, в штаб 22-й стрелковой «железной» дивизии. В Уральске был назначен в штаб 64-й бригады, вскоре стал его начальником и в этой должности на Уральском, Донском и Кубанском фронтах прошёл всю Гражданскую войну.
К окончанию Гражданской войны штаб 64-й бригады размещался в Новороссийске, и начальник штаба одновременно выполнял обязанности военного коменданта города. С 1922 года А. А. Комаров — в штабе 22-й дивизии, которой в то время командовал легендарный командарм Таманской армии Епифан Иович Ковтюх. С 1925 года занимал командные должности в штабе Северо-Кавказского военного округа в Ростове-на-Дону.
В 1926 году, продолжая служить в армии, поступил на механический факультет Донского политехнического института. В феврале 1930 года, по окончании института, уволился из армии и после почти 12-летней военной службы вернулся к гражданской деятельности — начал работать авиаконструктором на заводе № 25 в Москве, с августа 1930 года — на Московском авиационном заводе № 39 (заводе имени В. Р. Менжинского).
В сентябре 1930 года созданы авиационные институты: Московский, Новочеркасский и Харьковский. Главное управление авиационной промышленности направило А. А. Комарова на преподавательскую работу в Новочеркасский авиационный институт, где ему сразу же предложили возглавить кафедру конструкции самолётов.
В 1935—1940 годах Андрей Алексеевич Комаров — начальник кафедры конструкции и строительной механики самолётов в Киевском авиационном институте им. К. Е. Ворошилова (ныне Национальный авиационный университет в Киеве, Украина). Среди студентов был выпускник КАИ 1937-го года Владимир Челомей — будущий конструктор и создатель ракетной и космической техники, академик АН СССР. Здесь, в Научно-исследовательском секторе КАИ, проектировался под руководством А. Комарова скоростной пассажирский 12-тиместный самолёт «НИС-КАИ». Проект был представлен на конкурс «Авиа ВНИТО» (2 тур) в Москве.
В 1945 году начался самый продолжительный период научно-педагогической деятельности Комарова, полностью связанный с Куйбышевским авиационным институтом. Его пригласили возглавить кафедру конструкции и проектирования самолётов КуАИ после смерти основателя и первого заведующего кафедрой доцента — Л. И. Сутугина.
Умер в 1981 году.

## Память
- В 1996 году по случаю 100-летия со дня рождения А. А. Комарова в СГАУ состоялись посвящённые этой дате научно-педагогические чтения, на которых с воспоминаниями и научными докладами выступили его бывшие ученики и коллеги, представители промышленности и научных учреждений. В приветственном послании ЦАГИ отмечен значительный вклад профессора А. А. Комарова в становление и развитие российской педагогической школы конструкторской подготовки и в теорию оптимального проектирования авиационных конструкций.
- С 1996 года в университете ежегодно проводится конкурс на лучший конструкторский дипломный проект имени профессора А. А. Комарова.

## Звания и награды
- За напряженную и плодотворную работу в годы войны был награждён в 1944 году знаком «Отличник НКАП».
- Награждён медалями «За трудовую доблесть» (1946) и «За доблестный труд в Великой Отечественной войне» (1947).